# Darold Williamson
Darold Andre Williamson (San Antonio, 19 febbraio 1983) è un velocista statunitense, specializzato nei 400 metri piani.
In carriera è stato campione olimpico e due volte campione mondiale della staffetta 4×400 metri.

## Biografia
Protagonista di numerosi successi a livello giovanile nei campionati universitari statunitensi, Williamson stabilì il suo miglior tempo in 44"27 durante le semifinali dei campionati NCAA del 2005.
Insieme a Jeremy Wariner, Otis Harris e Derrick Brew è stato campione olimpico della staffetta 4×400 metri ad Atene 2004.

## Palmarès
| Anno | Manifestazione    | Sede     | Evento      | Risultato | Prestazione | Note                                    |
| ---- | ----------------- | -------- | ----------- | --------- | ----------- | --------------------------------------- |
| 2002 | Mondiali juniores | Kingston | 400 m piani | Oro       | 45"37       |                                         |
| 2002 | Mondiali juniores | Kingston | 4×400 m     | Oro       | 3'03"71     |                                         |
| 2004 | Giochi olimpici   | Atene    | 4×400 m     | Oro       | 2'55"91     |                                         |
| 2005 | Mondiali          | Helsinki | 400 m piani | 7º        | 45"12       |                                         |
| 2005 | Mondiali          | Helsinki | 4×400 m     | Oro       | 2'56"91     | Miglior prestazione mondiale stagionale |
| 2007 | Mondiali          | Osaka    | 4×400 m     | Oro       | 2'55"56     | Miglior prestazione mondiale stagionale |